# Alan Howarth (compositeur)
Pour les articles homonymes, voir Alan Howarth.
Alan Howarth est un compositeur américain de musiques de films.

## Biographie
Alan Howarth est né dans le New Jersey (États-Unis). Il a toujours été intéressé par la musique. Son premier instrument fut un accordéon, dont il commença à jouer à l'âge de 5 ans, avant d'enchaîner sur la pratique du saxophone pendant plusieurs années.
Pris par la vague Beatles, il joue de la guitare et de la basse dans des groupes de rock'n roll du Nord-Est de l'Ohio. C'est par l'entremise d'un ami membre du groupe de jazz Weather Report qu'Howarth a l'occasion de partir en tournée en tant que technicien, chargé de réparer les synthétiseurs tous les jours. Il part pour Los Angeles en 1979, et décroche un poste au sein de la Paramount, où il débute en créant les effets spéciaux sonores du premier long métrage tiré de l'univers Star Trek : Star Trek, le film.[réf. nécessaire]
Il endosse ensuite les postes de compositeur et de directeur des effets sonores. En particulier, il collabore avec John Carpenter sur la plupart des musiques de ses films.

## Filmographie
(responsable des effets spéciaux sonores ou de la partition musicale)

### Cinéma

#### Longs métrages
- 1981 : New York 1997 (Escape from New York) de John Carpenter
- 1981 : Halloween 2 de Rick Rosenthal
- 1982 : Halloween 3 : Le Sang du sorcier (Halloween III: Season of the Witch) de Tommy Lee Wallace
- 1983 : Christine de John Carpenter
- 1985 : The Lost Empire de Jim Wynorski
- 1985 : Head Office de Ken Finkleman
- 1986 : Les Aventures de Jack Burton dans les griffes du Mandarin (Big Trouble in Little China) de John Carpenter
- 1987 : Les Forces du mal (Retribution) de Guy Magar
- 1987 : Prince des ténèbres (Prince of Darkness)
- 1988 : Halloween 4 : Le Retour de Michael Myers (Halloween 4: The Return of Michael Myers) de Dwight H. Little
- 1988 : Brothers in Arms de George Bloom
- 1988 : Invasion Los Angeles (They Live) de John Carpenter
- 1989 : Halloween 5 : La Revanche de Michael Myers (Halloween 5: The Revenge of Michael Myers) de Dominique Othenin-Girard
- 1991 : The Search for Signs of Inteligent Life in the Universe de John Bailey
- 1992 : Ramayana: The Legend of Prince Rama de Yugo Sako et Ram Mohan (musique additionnelle pour la version américaine)
- 1993 : Arcade (vidéo) de Albert Pyun
- 1995 : Halloween 6 : La Malédiction de Michael Myers (Halloween: The Curse of Michael Myers) de Joe Chappelle
- 1996 : Le Dentiste (The Dentist) de Brian Yuzna
- 1996 : Mørkeleg de Martin Schmidt
- 1998 : Le Dentiste 2 (The Dentist 2) de Brian Yuzna
- 1999 : La Prophétie des ténèbres (The Omega Code) de Robert Marcarelli
- 1999 : Un meurtre parfait (Her Married Lover) de Roxanne Messina Captor
- 2000 : The Prince of Light de Yûgô Sakô
- 2000 : Seul avec son double (Alone with a Stranger) de Peter Liapis
- 2001 : Children of the Living Dead (video) de Tor Ramsey
- 2005 : Boo de Anthony C. Ferrante
- 2007 : Headless Horseman de Anthony C. Ferrante
- 2008 : Evilution de Chris Conlee
- 2009 : Basement Jack (video) de Michael Shelton
- 2012 : Brutal de Darla Rae et Michael Patrick Stevens
- 2013 : Hansel & Gretel (video) de Anthony C. Ferrante
- 2014 : House at the End of the Drive de David Worth
- 2015 : Inside Bryan (documentaire video) de Bryan Fortin
- 2018 : Shiner de Seo Mutarevic
- 2019 : Hoax de Matt Allen

#### Courts métrages
- 1997 : God Talk de Anthony C. Ferrante
- 2000 : Dreamer de Ray Spiess
- 2010 : Halloween: The Night He Came Back
- 2013 : Halloween: Harvest of Souls 1985
- 2013 : Halloween 4: The Return of Michael Myers San Andreas: Part 1
- 2019 : Myers: The Monster of Haddonfield
- 2020 : Halloween the Hunt

### Télévision

#### Séries télévisées
- 1984 : Off the Rack
- 2016 : 5 Minutes of Trouble Podcast

#### Téléfilms
- 2006 : Big John (documentaire) de Julien Dunand
- 2008 : La Prophétie (Ghouls) de Gary Jones
- 2008 : Les Ailes de la Terreur (Flu Bird Horror) de Leigh Scott
- 2013 : Zombie Night de John Gulager

## Sources
(en) Alan Howarth